# Bernd Boll
Bernd Boll (* 1951) ist ein deutscher Historiker.
Boll studierte Geschichte und Anglistik an der Albert-Ludwigs-Universität Freiburg und promovierte dort 1993 mit einer Arbeit zu Kriegswirtschaft und Zwangsarbeit in Offenburg 1939 bis 1945.
Anregung gaben ihm Gespräche mit seinem Großvater Johann Boll (1903–1989) über seine Tätigkeit im proletarischen Widerstand gegen die NS-Diktatur und seine vierjährige Zwangsarbeit im KZ Papenburg. Diesem widmete er seine Dissertation.
Von 1994 bis 1999 war er am Hamburger Institut für Sozialforschung wissenschaftlicher Mitarbeiter im Arbeitsbereich Theorie und Geschichte der Gewalt sowie Mitautor der Ausstellung Vernichtungskrieg. Verbrechen der Wehrmacht 1941 bis 1944. Dazu trug er 800 Amateurfotografien zusammen.
2003/04 war er Fellow der projüdischen Charles H. Revson Foundation und forschte zu The SS Death’s Head Units and the Holocaust, 1939-1942.

## Veröffentlichungen
- Fremdarbeiter in Offenburg: 1940–1945. Stadtarchiv, Offenburg 1988.
- Das wird man nie mehr los...: ausländische Zwangsarbeiter in Offenburg, 1939 bis 1945. Centaurus-Verlags-Gesellschaft, Pfaffenweiler 1994, ISBN 3-89085-876-7 (= Zugl.: Freiburg (Breisgau), Univ., Diss., 1993 u.d.T.: Boll, Bernd: Kriegswirtschaft und Zwangsarbeit in Offenburg 1939 bis 1945.)
- (mit Hans Safrian): Auf dem Weg nach Stalingrad. Die 6. Armee 1941/42. In: Hannes Heer/Klaus Naumann (Hg.): Vernichtungskrieg: Verbrechen der Wehrmacht 1941 bis 1944. Hamburger Edition, Hamburg, 2. Aufl. 1995, ISBN 3-930908-04-2, S. 260–296.
- Kriegssouvenirs. Rekonstruktion von Geschichtserfahrung als intergenerationelles Projekt. In: Hamburger Institut für Sozialforschung (Hg.): Eine Ausstellung und ihre Folgen. Zur Rezeption der Ausstellung „Vernichtungskrieg. Verbrechen der Wehrmacht 1941 bis 1944“. Hamburg: Hamburger Edition, Hamburg 1999 S. 163–183.
- Das Adlerauge des Soldaten. Zur Fotopraxis deutscher Amateure im Zweiten Weltkrieg. In: Fotogeschichte. Beiträge zur Geschichte und Ästhetik der Fotografie. 22. Jg., November 2002, Heft 85/86, S. 75–88
- Chatyn 1943. In: Gerd R. Ueberschär (Hrsg.): Orte des Grauens. Verbrechen im Zweiten Weltkrieg. WBG, Darmstadt 2003, ISBN 3-89678-232-0, S. 19–29.